# Wendell Hoss
Wendell Engstrom Hoss (* 20. November 1892 in Wichita, Sedgwick County, Kansas; † 15. April 1980) war ein US-amerikanischer Hornist.
Hoss spielte als Solohornist in verschiedenen US-amerikanischen Orchestern, so im Los Angeles Symphony Orchestra, Chicago Symphony Orchestra, Cleveland Symphony Orchestra, Rochester Symphony Orchestra, NBC und Pittsburgh Symphony Orchestra. Zudem arbeitete er achtzehn Jahre lang im Walt Disney Studio Recording Orchestra sowie in anderen Hollywood-Studioorchestern. 
Neben seiner Tätigkeit als Solist unterrichtete er auch an der Eastman School of Music, der Universität Wisconsin, der südkalifornischen Universität in Santa Barbara, der Musikakademie des Westens, dem San Diego State College und dem California Institute for the Arts. 
Hoss war Mitbegründer der International Horn Society und erste Präsident des Los Angeles Horn Club. Er ist Widmungsträger der Sinfonia-Concertante für  Horn und großes Orchester von Bernhard Kaun.
Unter Hornisten bekannt ist seine Bearbeitung der Cello-Suiten von Johann Sebastian Bach.

## Werke
- Johann Sebastian Bach: Six Cello Suites for horn. Bearbeitet von Wendell Hoss. Sammlung für French horn solo. 48 Seiten. Southern Music Company.